# John Hepworth
John Anthony Hepworth (* 1944 in Adelaide; † 1. Dezember 2021 ebenda) war ein anglikanischer australischer Bischof. Er war von 2003 bis 2012 Primas der Traditional Anglican Communion, welche nicht in voller Kirchengemeinschaft mit der Anglikanischen Gemeinschaft steht. Ab 1998 war er Bischof der Diözese von Australien in der Anglican Catholic Church in Australia, welche Teil der Traditional Anglican Communion ist.

## Leben
1968 wurde Hepworth zum römisch-katholischen Priester geweiht im Erzbistum Adelaide. 1976 trat er der Anglican Church of Australia bei. Von 1977 bis 1978 war er Kaplan der Pfarrei Colac und von 1978 bis 1980 Rektor von South Ballarat mit Sitz in Sebastopol bei Ballarat. Nachdem er 1992 in die Anglican Catholic Church in Australia übertrat, weil er gegen die Einführung der Frauenordination in der anglikanischen Gemeinschaft war, wurde er 1996 zum Bischof konsekriert. 1998 wurde er schließlich Diözesanbischof der Diözese von Australien und trat 2002 als Erzbischof die Nachfolge von Louis Falk als Primas der Traditional Anglican Communion an.
Hepworth hatte einen Abschluss in Politikwissenschaft und erhielt einen Bachelor of Arts der Universität von Adelaide im Jahr 1982 mit einer Arbeit über die Katholische Aktion zum Thema „The Movement Revisited: A South Australian Perspective“. Später promovierte er. Für fünf Jahre war er Dozent für Politikwissenschaft an der Northern Territory University, bevor er Koordinator für Internationale Studien an der University of South Australia wurde. Im Jahr 1998 wurde er in das Australische Verfassungskonvent (Australian Constitutional Convention) gewählt als Mitglied der Australier für die konstitutionelle Monarchie (Australians for Constitutional Monarchy). Er war ehemals Vorsitzender des Australia-Vietnam Human Rights Committee in Südaustralien.
Hepworth tritt für eine volle Kirchengemeinschaft der Traditional Anglican Communion mit der römisch-katholischen Kirche ein und war maßgeblich bei der Schaffung des Personalordinariats Unserer Lieben Frau vom Kreuz des Südens in Australien beteiligt.
Hepworth war zweimal verheiratet, hatte drei Kinder und lebte in Adelaides Vorstadt Blackwood, South Australia.